# Hans Jørgen Toming
Hans Jørgen Toming född 9 juni 1933 i Esbjerg, Danmark, död 15 november 2002 i Oslo, var en dansk-norsk bildkonstnär och bokkonstnär. 
Toming utbildade sig vid kunstakademiet i Danmark, men bosatte sig och blev medborgare i Norge 1956. Han arbetade både med design, teckning, måleri och grafik. Han var också en politisk karikatyrtecknare. 
Som designer för Den Norske Bokklubben från 1961 till 1980 var Toming ansvarig för en enorm bokproduktion. Toming var också en av initiativtagarna till Bokklubbens Barn, där han i mer än tio år var med och valde ut barnböcker. Genom åren mottog Toming ett flertal priser, bland annat Norsk Designpris 1963, och han var representerad bland Årets utvalda 25 vackraste böcker 14 gånger. 1994 blev han Æreskunstner i Grafill. 
Hans Jørgen Toming hade ett flertal stora utställningar och hans arbeten blev återutgivna i flera internationella årsböcker.